# NGC 3997
NGC 3997 ist eine verschmelzende Balken-Spiralgalaxie vom Hubble-Typ SBb/P im Sternbild Löwe auf der Ekliptik. Sie ist schätzungsweise 212 Millionen Lichtjahre von der Milchstraße entfernt. Gemeinsam mit fünf weiteren Galaxien bildet sie die NGC 3997-Gruppe (LGG 260).

Das Objekt wurde am 19. Februar 1827 von John Herschel entdeckt.

## NGC 3997-Gruppe (LGG 260)
| Galaxie   | Alternativname | Entfernung/Mio. Lj |
| --------- | -------------- | ------------------ |
| NGC 3997  | PGC 37629      | 212                |
| NGC 3993  | PGC 37619      | 215                |
| NGC 3989  | PGC 37599      | 209                |
| IC 746    | PGC 37440      | 223                |
| PGC 37511 | CGCG 127-109   | 211                |
| PGC 37703 | MCG +04-28-109 | 194                |